# 王經 (正德進士)
王經（？—1514年），字倫叙，南直隶鎮海衛（太仓州）軍籍，北直隸深澤縣人。明朝政治人物。

## 生平
正德二年（1507年）丁卯科應天府乡试舉人，正德九年（1514年）甲戌科二甲第十五名進士，六月选授云南道御史，在任三月以呕血卒于官。